# Bangkok Art and Culture Center

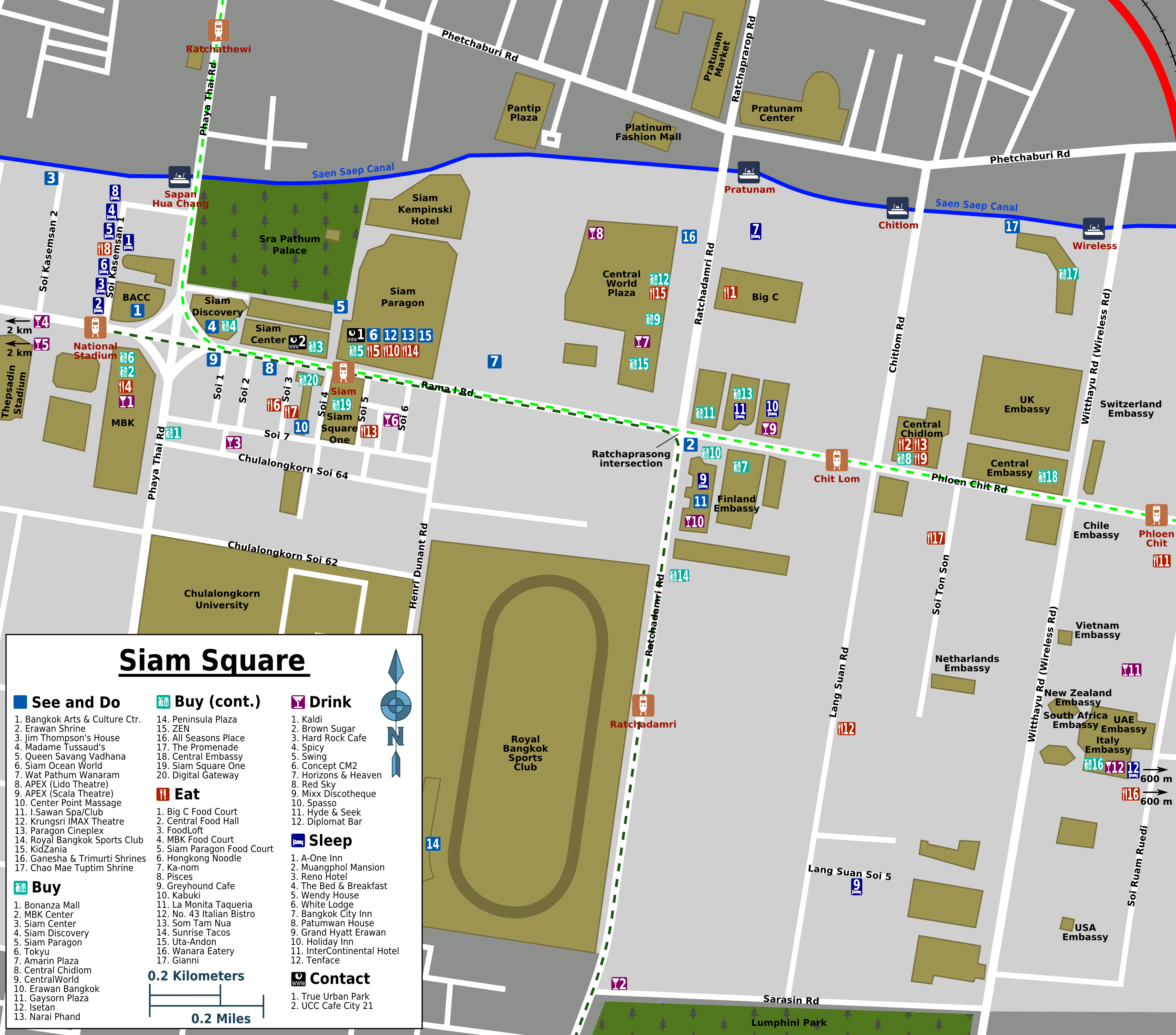
Plan de Siam Square (carré bleu 1 : BACC)

Bangkok Art and Culture Center (BACC ; thaï : หอศิลปวัฒนธรรมแห่งกรุงเทพมหานคร) est le principal centre d'art moderne de Bangkok. C'est un musée public et il a la particularité d'être gratuit,. Il est situé en bordure de Siam Square dans le quartier Pathum Wan de Bangkok, en face des centres commerciaux Siam Discovery Center et MBK.
Il met en valeur l'art moderne et l'art traditionnel de Thaïlande. Il accueille aussi de nombreux artistes étrangers.
Le BACC a été inauguré le 29 juillet 2008. Le nombre de ses visiteurs a progressé de 300 000 l'année de son ouverture à 1 700 000 en 2017,.

## Description
Le Centre Culturel et Artistique de Bangkok (BACC) est un bâtiment moderne de 25 000 m2 et 11 étages. Il propose toutes sortes d'activités culturelles : arts visuels, design, musique, théâtre, cinéma, littérature...
Cet espace culturel ne possède pas de collections permanentes mais accueille des expositions temporaires sur neuf étages. Le premier étage est constitué de près de 30 petits magasins axés sur le design (cafés, restaurants, librairies, bibliothèque d'art). Le BACC a un caractère international avec des explications en anglais et un personnel bilingue pour amélioré l'expérience.

## Quelques exemples d'expositions temporaires en 2024
- "Les Tumultes de notre monde"[10],[11]
- "Bangkok 242, A Space For Sharing"[12],[13]
- "Isan Palettes"[14]
- "Grow Together"[15]
- "BKK Comics Art Festival"[16],[17]...